# Nazca (miasto)
Nazca (stosuje się też pisownię Nasca) – miasto położone w południowo-zachodniej części Peru w regionie Ica. Według spisu ludności z 22 października 2017 roku miasto liczyło 44 773 mieszkańców.